# Szlama Grzywacz
Szlama Grzywacz, né le 1er janvier 1909 à Wołomin en Pologne et mort fusillé le 21 février 1944 au fort du Mont-Valérien, est l'un des résistants fusillés au Mont-Valérien comme soldat volontaire de l'armée française de libération dite Francs-tireurs et partisans - Main-d'œuvre immigrée (FTP-MOI). Son nom est l'un des dix qui figurent sur l'« affiche rouge » placardée par les Allemands pendant le procès des 23 résistants du groupe Manouchian. Sa photographie y est accompagnée de la mention : « GRAYWACZ JUIF POLONAIS 2 ATTENTATS ».

## Biographie

### Premières années
Szlama Grzywacz naît à Wołomin (Pologne) le 1er janvier 1909, dans une famille ouvrière. Dès son jeune âge, il est obligé de travailler.
À l'âge de 16 ans, il adhère aux Jeunesses communistes où il devient un militant très actif.
En 1931, il est arrêté par la police pilsudskiste et condamné à cinq années de prison. Ces années d'emprisonnement n'arrivent pas à briser son moral, bien au contraire. Libéré, il reprend son activité. Mais comme il est persécuté par la police, ses amis lui conseillent de quitter la Pologne.
Il vient à Paris en 1936 ou 1937, selon les sources,,,, sans passeport, et loge chez les Krasucki, originaires de Wolomin, puis au 11 rue des Maronites (XXe arr.). Il repart pour l’Espagne, où il va combattre dans les Brigades internationales. Après la défaite de l'armée républicaine, il est interné dans les camps de concentration de Gurs et d'Argelès, mais il réussit à s'évader.

### Seconde Guerre mondiale
Sous l'occupation hitlérienne, Grzywacz devient très actif dans le mouvement syndical clandestin. Il organise les ouvriers juifs travaillant dans les ateliers de fourrure, dont la main-d’œuvre est pour l’essentiel juive. À partir de la fin juin 1941, après l'attaque de l'URSS par Hitler, ces ateliers sont très sollicités par les Allemands pour le front de l'est et il organise des actions visant à empêcher la production de vêtements fourrés pour ce front. Les Juifs de Paris sont par ailleurs mis à l'écart par le statut des Juifs, avec deux décrets, le 3 octobre 1940, puis le 2 juin 1941 qui leur interdisent d’exercer de très nombreuses professions,. Il rejoint les FTP où il lutte de son mieux contre les occupants.
De septembre à décembre 1941 les résistants communistes sont aussi à l’initiative de la réduction de la production dans la ganterie parisienne et des artisans sont menacés par eux. En 1942, des militants de la sous-section juive des FTP MOI organisent des opérations de sabotage des machines à coudre.
Szlama Grzywacz entre au 2e détachement FTP-MOI en août 1942 (matricule 10157). Il lance une grenade dans la cave de l’immeuble occupé par le Parizer Zeitung puis jette une bombe incendiaire sur un camion.
Lors des arrestations massives parmi les combattants immigrés, il tombe entre les mains des Brigades Spéciales et de la Gestapo.
Son passé de combattant de l'Espagne républicaine et de Franc-tireur lui valent de subir d'atroces tortures, jusqu'au jour où, avec ses camarades, il est traduit devant un tribunal militaire allemand, pour un simulacre de procès, le 15 février 1944, devant une trentaine de journalistes, présidé par un lieutenant-colonel et deux autres juges,,. Il est condamné à mort et fusillé, comme les autres du groupe, le 21 février 1944, au fort du Mont-Valérien.

## Distinctions
La médaille de la Résistance lui est décernée à titre posthume par décret du 31 mars 1947.
En février 2023, il est reconnu « mort pour la France », dernier du groupe Manouchian à ne pas avoir encore obtenu cette reconnaissance,.
Le 21 février 2024, il entre symboliquement au Panthéon en même temps que ses 22 autres camarades du Groupe Manouchian et de Mélinée Manouchian.
Son nom est cité durant la cérémonie « Mort pour la France » et son portrait est apposée devant le Panthéon à Paris. Une plaque portant son nom est apposée dans le caveau où reposent Missak et Méliée Manouchian.
Le combat des FTP-MOI est reconnu pour ses valeurs universelles de LIBERTÉ, D'ÉGALITÉ ET DE FRATERNITÉ.

## Liste des membres du groupe Manouchian exécutés

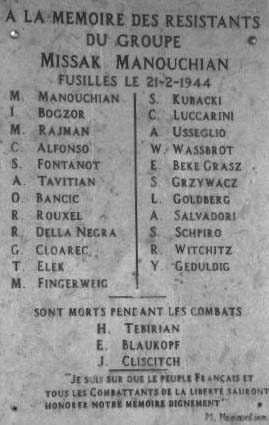
Mémorial de l'Affiche rouge à Valence.

Dès 1951, le livre Pages de gloire des 23 liste les 23 membres du groupe exécutés par les Allemands, connus depuis comme les 23 résistants étrangers du groupe Manouchian, dans laquelle la mention (AR) signale les dix membres que les Allemands ont fait figurer sur l'Affiche rouge :
- Celestino Alfonso (AR), Espagnol, 27 ans
- Olga Bancic, Roumaine, 32 ans (seule femme du groupe, guillotinée en Allemagne le 10 mai 1944)
- Joseph Boczov [József Boczor; Wolff Ferenc] (AR), Hongrois, 38 ans - Ingénieur chimiste
- Georges Cloarec, Français, 20 ans
- Rino Della Negra, Italien, 19 ans
- Thomas Elek [Elek Tamás] (AR), Hongrois, 18 ans - Étudiant
- Maurice Fingercwajg (AR), Polonais, 19 ans
- Spartaco Fontanot (AR), Italien, 22 ans
- Jonas Geduldig, Polonais, 26 ans
- Emeric Glasz [Békés (Glass) Imre], Hongrois, 42 ans - Ouvrier métallurgiste
- Léon Goldberg, Polonais, 19 ans
- Szlama Grzywacz (AR), Polonais, 34 ans
- Stanislas Kubacki, Polonais, 36 ans
- Cesare Luccarini, Italien, 22 ans
- Missak Manouchian (AR), Arménien, 37 ans
- Armenak Arpen Manoukian, Arménien, 44 ans
- Marcel Rayman (AR), Polonais, 21 ans
- Roger Rouxel, Français, 18 ans
- Antoine Salvadori, Italien, 24 ans
- Willy Schapiro, Polonais, 29 ans
- Amedeo Usseglio, Italien, 32 ans
- Wolf Wajsbrot (AR), Polonais, 18 ans
- Robert Witchitz (AR), Français, 19 ans

## Décorations
- Médaille de la Résistance française, à titre posthume par le décret du 31 mars 1947[15].
- Mention « mort pour la France » le 18 février 2023[16]